# Litoria contrastens
A Litoria contrastens é uma espécie de anuros da família Pelodryadidae. 
É encontrada na Papua-Nova Guiné. 

## Distribuição
Esta espécie não é encontrada na floresta, mas em pântanos profundos e permanentes em pastagens, e em jardins rurais dentro e perto dos pântanos.

## Taxonomia
Litoria contrastens faz parte do grupo espécie L. bicolor, que foi criado para acomodar 7 espécies da região que apresentavam características em comum.

Os outros integrantes do grupo são: Litoria cooloolensis e Litoria fallax da Austrália; Litoria bicolor da Austrália e Papua Nova Guiné; Litoria bibonius, Litoria longicrus e Litoria mystax da Papua Nova Guiné.